# Trenčianske Stankovce
Trenčianske Stankovce este o comună slovacă, aflată în districtul Trenčín din regiunea Trenčín, pe malul râului Váh. Localitatea se află la altitudinea de 208 m deasupra n.m., se întinde pe o suprafață de 24,5 km2 și în 2017 număra 3.297 de locuitori.

## Istoric
Localitatea Trenčianske Stankovce este atestată documentar din 1212.

## Demografie
| An:                | 1994 | 2004    | 2014   | 2024   |
| ------------------ | ---- | ------- | ------ | ------ |
| Număr de persoane: | 2676 | 2998    | 3155   | 3404   |
| Diferență:         |      | +12,03% | +5,23% | +7,89% |

| An:                | 2023 | 2024   |
| ------------------ | ---- | ------ |
| Număr de persoane: | 3435 | 3404   |
| Diferență:         |      | −0,90% |